# Marcin Margielewski

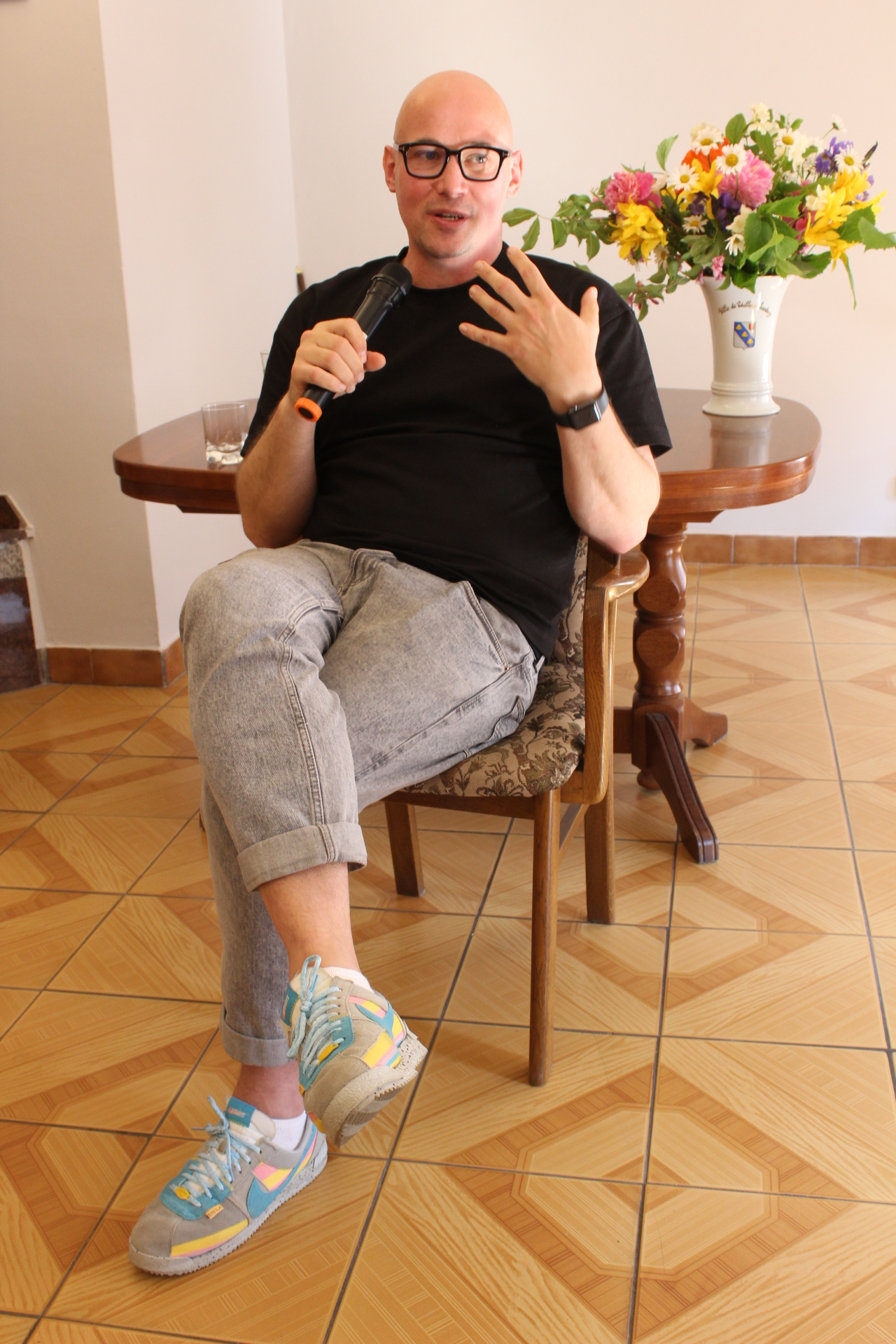
Marcin Margielewski

Marcin Margielewski – polski pisarz, podróżnik i dziennikarz radiowy, prasowy i telewizyjny, autor książek niebeletrystycznych o krajach współczesego Półwyspu Arabskiego.

## Życiorys
W trakcie swojej pracy dziennikarskiej współpracował z  czasopismami: Maxim, CKM, Super Express,Gazeta.pl i z redakcjami TVP, Polsat Cafe.
Odbył wiele podróży m.in. do: Arabii Saudyjskiej, Kuwejtu, Wielkiej Brytanii i Zjednoczonych Emiratów Arabskich. Pracował jako dyrektor kreatywny kilku światowych marek. Stał się znany dzięki swoim książkom obnażającym kulisy świata bogatych Arabów, w których wytyka ich hipokryzję oraz bezwzględność (np. w książce Dubaj krwią zbudowany opisuje dramat zatrudnionych w tym mieście robotników z biednych krajów Azji, natomiast w Jak podrywają szejkowie historie seksualnych niewolnic).

## Publikacje
- Jak podrywają szejkowie (2019)
- Była arabską stewardesą (2019)
- Zaginione arabskie księżniczki (2020)
- Tajemnice hoteli Dubaju (2020)
- Urodziłam dziecko szejka (2020)
- Modelki z Dubaju (2021)
- Dubaj krwią zbudowany (2021)
- Koszmar arabskich służących (2021)
- Porzuciłam islam, muszę umrzeć  (2022)
- Wyrwana z piekła talibów (2022)
- Kłamstwa arabskich szejków (2022)
- Zaginiony arabski książę  (2023)
- Piekło kobiet Iranu  (2023)
- Handlarze arabskich niewolników (2023)
- Sekrety arabskich kurortów (2023)
- Szofer arabskich bogaczy (2024)
- Niewolnicy (tom 1-4) (2024)
- Luksus arabskich pałaców Tom 1-2 (2024)
- Tajemnice Arabskich Szpitali Tom 1  (2025)
- Tajemnice Arabskich Szpitali Tom 2  (2025)
- Zakazana arabska miłość (2025)[2]